# Steeple Aston
Steeple Aston är en by vid floden Cherwell i Oxfordshire i England, cirka 11 km väster om Bicester.